# Всесвятская
Всесвятская — посёлок в Чусовском городском округе Пермского края России.

## Географическое положение
Посёлок расположен примерно в 19 километрах к восток-северо-востоку от города Чусовой.
В посёлке находится одноимённая ж.-д. станция на линии Чусовой — Кушва. Вблизи северной окраины посёлка проходит автодорога Пермь — Р352, являющаяся участком Северного широтного коридора.

## Климат
Климат умеренно-континентальный. Среднегодовая температура воздуха колеблется около 0 градусов, среднемесячная температура января — минус 16 градусов, июля — плюс 17 градусов, заморозки отмечаются в мае и сентябре, а иногда и в июне. Высота снежного покрова достигает 80 см. Продолжительность залегания снежного покрова 170 дней. Преобладающее направление ветра в течение всего года — южное. Продолжительность вегетационного периода 118 дней. В течение года выпадает 500—700 мм осадков.

## История
Посёлок возник, видимо, как станция Горнозаводской железной дороги в конце XIX века. Начиная с 1930-х годов все окрестные территории становятся островками Гулага. В конце 1930-х годов уже существовал трудпоселок Всесвятская.
В конце 1942 года на станции организовано 1-е лаготделение Понышского ИТЛ, созданного для лесозаготовительных работ в Чусовском районе и строительстве гидроэлектростанций (см.данные в статье про лагпункт Створ Понышского ИТЛ). В дальнейшем это заведение стало 2-м отдельным лагерным пунктом (1946—1948 гг) Понышского ИТЛ, а потом 2-м отдельным лагерным пунктом усиленного режима Лагерного отделения № 10 УИТЛК УМВД по Молотовской области (1948—1961 гг) и 2 участком ИТК-10 (УТ-389/10) с 1961 г. Ныне это учреждение ФКУ ИК-10 ГУФСИН России по Пермскому краю (находится в южной части поселка), способное принять более 2000 человек — одно из крупнейших в России.
С 1943 по 1996 год являлся частью посёлка Скальный.
С 2004 по 2019 год посёлок входил в Скальнинское сельское поселение Чусовского муниципального района.

## Население
| 2010 | 2021  |
| ---- | ----- |
| 3129 | ↘2061 |

Постоянное население поселка составляло 1318 человек в 2002 году (русские 88 %),.